# Dindica polyphaenaria
Dindica polyphaenaria är en fjärilsart som beskrevs av George Francis Hampson 1895. Dindica polyphaenaria ingår i släktet Dindica och familjen mätare. Inga underarter finns listade i Catalogue of Life.

## Bildgalleri

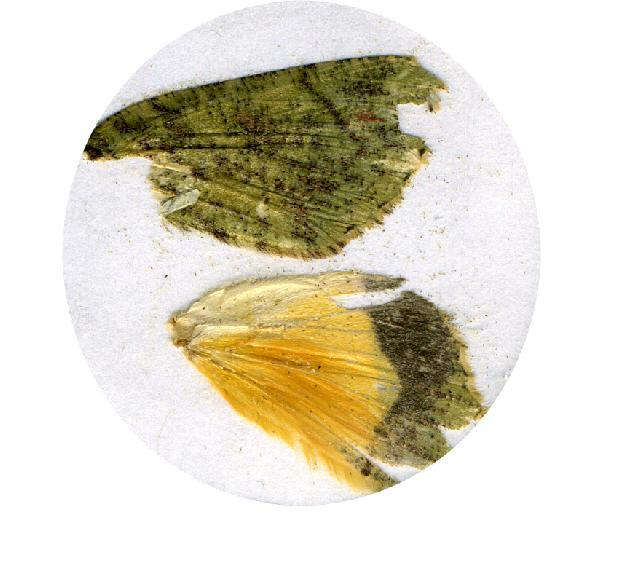